# Риђи зец-валаби
Риђи зец-валаби, црвенкасти зец-валаби или мала (лат. Lagorchestes hirsutus) је врста сисара торбара из породице кенгура и валабија (Macropodidae).

## Распрострањење
Ареал врсте је ограничен на једну државу. Аустралија је једино познато природно станиште врсте.

## Станиште
Станишта врсте су травна вегетација и пустиње.

## Угроженост
Ова врста се сматра рањивом у погледу угрожености врсте од изумирања.